# Williams FW24
El Williams FW24 fue un monoplaza de Fórmula 1 que el equipo Williams utilizó en la temporada 2002. Estaba basado estrechamente en el FW23 del año anterior, y fue impulsado por el desarrollo del ultramoderno motor BMW de 2001. El coche era aerodinámicamente inferior a Ferrari y al rival McLaren, pero el poder absoluto del motor se equiparaba con la competencia. Sin embargo, el motor BMW no era confiable, y Williams no pudo competir con la escudería italiana.

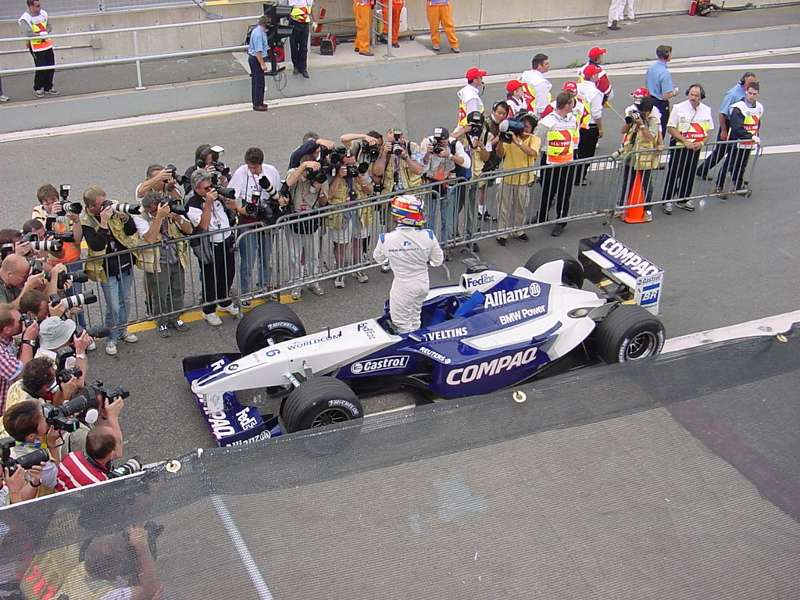
Juan Pablo Montoya en su FW24 después de conseguir la pole position en el Gran Premio de Canadá de 2002.

El coche demostró ser competitivo, pero no pudo competir con el dominante Ferrari F2002. Ralf Schumacher anotó la única victoria del equipo en Malasia. Juan Pablo Montoya estableció una impresionante racha de cinco pole positions consecutivas con el monoplaza a mitad de temporada y completó la vuelta más rápida de cualquier circuito en la historia de la Fórmula 1 durante la calificación, logrando la pole position en Monza para el Gran Premio de Italia (en una pista que favorece potencia del motor) con un promedio de vuelta de 161.449 mph (259.827 km / h), completando la vuelta en 1:20.264, rompiendo el récord establecido previamente por el expiloto de Williams Keke Rosberg en el Gran Premio de Gran Bretaña de 1985 en Silverstone, que tuvo un promedio de 160.9 mph (258.9 km/h) en su Williams FW10.
Williams finalizó segundo en el Campeonato de Constructores detrás de Ferrari esta temporada, superando al equipo McLaren, que tenía un auto competitivo pero poco confiable.

## Resultados

### Fórmula 1
(Clave) (negrita indica pole position) (cursiva indica vuelta rápida)

| Año     | Motor       | Neu. | N.º | Piloto             | 1   | 2   | 3   | 4   | 5   | 6   | 7   | 8   | 9   | 10  | 11  | 12  | 13  | 14  | 15  | 16  | 17  | Puntos | Pos. |
| ------- | ----------- | ---- | --- | ------------------ | --- | --- | --- | --- | --- | --- | --- | --- | --- | --- | --- | --- | --- | --- | --- | --- | --- | ------ | ---- |
| 2002    | BMW P82 V10 | M    |     |                    | AUS | MYS | BRA | SMR | ESP | AUT | MON | CAN | EUR | GBR | FRA | GER | HUN | BEL | ITA | USA | JPN | 92     | 2.º  |
| 2002    | BMW P82 V10 | M    | 5   | Ralf Schumacher    | Ret | 1   | 2   | 3   | 11† | 4   | 3   | 7   | 4   | 8   | 5   | 3   | 3   | 5   | Ret | 16  | 11† | 92     | 2.º  |
| 2002    | BMW P82 V10 | M    | 6   | Juan Pablo Montoya | 2   | 2   | 5   | 4   | 2   | 3   | Ret | Ret | Ret | 3   | 4   | 2   | 11  | 3   | Ret | 4   | 4   | 92     | 2.º  |
| Fuente: |             |      |     |                    |     |     |     |     |     |     |     |     |     |     |     |     |     |     |     |     |     |        |      |